# Dowodzenie (wojsko)
Dowodzenie – całokształt celowej działalności dowódcy i sztabów realizowanej w ramach określonego systemu kierowania, zapewniającej wysoką gotowość bojową i właściwe przygotowanie wojsk do jak najlepszego osiągnięcia celów walki, bitwy lub operacji. To codzienne kierowanie pracą, działalnością i procesem szkoleniowym oraz utrzymywanie wojsk w gotowości bojowej. Dowodzenie jest szczególnym rodzajem kierowania. Według  doktryny NATO dowodzenie to dwa procesy tworzące system C2 (ang. Command and Control), w ramach których ang. command to władza nadana dowódcy wyznaczonemu spośród stanu osobowego sił zbrojnych w celu dowodzenia, natomiast ang. control jest działalnością, poprzez którą dowódca, wspomagany przez swój sztab, organizuje, dowodzi i koordynuje działania podległych mu wojsk. Dowódca może przenieść lub przekazać część swoich uprawnień w sprawowaniu dowodzenia
W celu efektywnego sprawowania dowodzenia dowódca musi być świadomy relacji dowodzenia, jakie istnieją pomiędzy nim samym i siłami przydzielonymi mu do wykonania zadania.

## Charakterystyka dowodzenia
Dowodzenie jest podstawową formą kierowania ludźmi i wojskami opartą na uprawnieniu do kompleksowego kształtowania wszystkich elementów gotowości i zdolności bojowej w odniesieniu do bezpośrednio i pośrednio podległych żołnierzy, a więc wszechstronnego przygotowania ich w czasie pokoju do wszelkiego rodzaju działań i do kierowania nimi podczas realizacji w okresie pokoju, kryzysu i wojny. Typowym i najpowszechniejszym instrumentem i środkiem dowodzenia jest rozkaz. Jest władzą nadaną jednej osobie w celu stawiania zadań, koordynacji i kontroli działań zbrojnych. Dowódca sprawuje tę władzę nad swoimi podwładnymi na mocy mianowania. Władza ta, wywodząc się z prawa i uregulowań wojskowych jest nierozerwalnie połączona z przyjęciem za nią odpowiedzialności. Odpowiedzialność ta nie może być przekazywana. Dowódca bezpośrednio realizuje dowodzenie (np. dowódca załogi, drużyny) oraz przy pomocy podległych dowódców (np. dowódca plutonu przez dowódców drużyn, czołgów) lub przez podległe organy dowodzenia – sztaby.
Sprawowanie dowodzenia wiąże się przede wszystkim z procesem podejmowania decyzji i planowania. Proces ten musi być zarówno dynamiczny, jak i wielowymiarowy. Powinien on zapewniać podejmowanie decyzji do działań bieżących, toczących się jednocześnie z procesem decyzyjnym i planowaniem przyszłych działań. Sprawowanie dowodzenia będzie szczególnie utrudnione w przypadku braku jednego spośród trzech podstawowych elementów: informacji, kontroli i łączności. Oznacza to, iż dowódca potrzebuje: informacji w celu podjęcia decyzji, możliwości sprawowania kontroli w celu koordynowania i monitorowania działań wojsk oraz środków łączności do przekazywania informacji.

W spełnianiu dowodzenia wyróżnia się  dwa podstawowe style dowodzenia. Różnica między nimi polega głównie na stopniu szczegółowości stawiania zadań podwładnym. Pierwszy to stawianie na inicjatywę oddolną, pozostawiający swobodę podwładnym, nastawiony na natychmiastowe wykorzystywanie każdej nadarzającej się sytuacji, jaka może pojawić się w trudno wszakże przewidywalnej przyszłości na polu walki. To sprawne reagowanie na pojawiające się sytuacje. Jest to koncepcja zapewniająca ciągłe działanie swoim „punktem ciężkości” przeciwko słabym punktom przeciwnika, rozpoznawanie tych punktów i natychmiastowe ich bezwzględne wykorzystywanie.
Druga styl stawia na aktywność według z góry zaplanowanego scenariusza, a inicjatywa jest sterowana. Główną jego cechą jest centralne planowanie i zaplanowane postępowanie, ukierunkowane na tworzenie słabych punktów u przeciwnika i następnie w sposób zorganizowany ich wykorzystywanie.
Procedury dowodzenia to przyjęty tryb postępowania określający kolejność, zakres i zasady postępowania dowództwa w procesie realizacji funkcji dowodzenia.

## Zasady dowodzenia
Na podstawie dokumentu standaryzacyjnego NATO AJP-O1(B) Allied Joint Doctrine
- Jedność dowodzenia to jedna z dziewięciu zasad prowadzenia wojny. Na każde realizację zadanie, zapewnij jedność wysiłku pod odpowiedzialnością jednego dowódcy. Osiąga się ją poprzez przekazanie jednemu dowódcy uprawnień do kierowania działaniami wszystkich wojsk[9]. W koalicyjnych bądź sojuszniczych operacjach połączonych mogą być wprowadzane pewne ograniczenia w zakresie podporządkowania narodowych komponentów. Jako minimum zachowania jedności dowodzenia przyjmuje się dowódcę koalicyjnych połączonych sił kontroli operacyjnej (OPCON) nad wszystkimi siłami[10].
- Ciągłość dowodzenia – zapewnienie dowodzenia przez cały czas prowadzenia operacji (walki). Dowódca ustala swoich zastępców oraz organizowane są zapasowe stanowiska dowodzenia[10].
- Hierarchia dowodzenia – element podległości zgodny ze strukturą organizacyjną. Pomimo tego rozkazy dla podwładnych mogą zawierać zadania dla konkretnych sił, elementów ugrupowania lub dodatkowe zadania. Występują też ograniczenia narodowe[10][11].
- Integracja dowodzenia – zasada zapewnia najlepsze wykorzystanie zdolności poszczególnych komponentów rodzajów wojsk do wspólnego osiągnięcia celu walki. Oddzielne stanowisko dowodzenia określonego komponentu połączonych sił nie może dezorganizować połączonych szczebli dowodzenia. Ważnym elementem struktury dowodzenia jest skuteczna i wszechstronna rola informacji[10].
- Decentralizacja dowodzenia – w wyjątkowych sytuacjach rozkazy do kolejnych podwładnych mogą zawierać zadania do wybranego elementu ich sił. Zasadą jest przekazywanie podwładnym uprawnień i odpowiedzialności za realizację tych zadań. Poprzez przekazanie uprawnień zapewnia się  podwładnym swobodę działania, wykazanie inicjatywy i szybsze reagowanie na zmieniającą się sytuację taktyczną. W przypadku delegowania uprawnień podwładny musi w pełni rozumieć zamiar przełożonego, a przełożony znać w każdym momencie sytuację w swoim obszarze odpowiedzialności[10].
- Współdziałanie i wzajemne zrozumienie – zasada ta narzuca konieczność współdziałania i znajomość mocnych i słabych punktów poszczególnych komponentów oraz procedur stosowanych przez inne rodzaje wojsk i rodzaje sił zbrojnych. Osiąga się ją poprzez wspólne szkolenia i ćwiczenia[12].

Podobnie zasady dowodzenia przedstawia dokument AJP 3.2.1. Command and Control of Land Forces. W tym opracowaniu jako podstawowe wymienia się: „jedność dowodzenia”, „zdecentralizowane”, „zaufanie”, „wzajemne zrozumienie” oraz „terminowe i efektywne podejmowanie decyzji”.
Wymagania stawiane przed dowodzeniem to:
- operatywność – czyli  monitorowanie przebiegu zdarzenia i dostosowywanie rozwiązań do zmieniającej się sytuacji; osiąga się ją poprzez reagowania na zmiany w sytuacji, podejmowanie optymalnych decyzji i bezzwłoczne wprowadzanie ich w proces realizacji;
- skuteczność – ocena zgodności wyniku działania z zakładanym celem;  nakazuje dowódcom precyzyjne określanie celów stosowanie do zaistniałej sytuacji, podejmowanie działań zmierzających do osiągnięcia celu; to także zdolność systemu dowodzenia do działania;
- elastyczność – to cecha polegająca na zdolności, umiejętności przystosowania do nowych warunków struktur dowodzenia, planów działania i procedur operacyjnych; to także stosowanie różnorodnych metod i technik dowodzenia;
- efektywność
- trwałość
- sprawność

## System dowodzenia
System dowodzenia to zespół stanowisk dowodzenia, sieci telekomunikacyjnych, sieci teleinformatycznych, stacji i samodzielnych urządzeń telekomunikacyjnych, teleinformatycznych i pocztowych sprzężonych relacji dowodzenia wraz z elementami podsystemu informacyjnego, sprzętem specjalistycznym i pomocniczym, organami dowodzenia, całą infrastrukturą zabezpieczenia logistycznego i operacyjnego systemu, współpracujący ze sobą według przyjętych i uzgodnionych wcześniej zasad i wymagań. Największą wartością systemu dowodzenia jest jego skuteczność rozumiana jako zdolność osiągnięcia założonego lub wyznaczonego celu strategicznego, operacyjnego lub taktycznego.
Elementy systemu dowodzenia:
- organizacja dowodzenia – obejmuje ogólne zasady działania poszczególnych elementów organizacyjnych systemu dowodzenia, a przede wszystkim rozmieszczanie i przemieszczanie stanowisk dowodzenia, strukturę organizacyjno-funkcjonalną dowództw, relacje zewnętrzne i wewnętrzne stanowisk dowodzenia, uprawnienia i odpowiedzialność dowództw oraz podział dowództw na stanowiska dowodzenia[18]; to sposób organizacji dowództw do wykonania zadania, zadania dowództw i relacje pomiędzy nimi, uprawnienia i odpowiedzialność dowództw, ich podział funkcjonalny[11];
- środki dowodzenia – zasoby techniczne i materiałowe zorganizowane w infrastrukturę techniczną stanowiska dowodzenia, sieci telekomunikacyjne, informatyczne, pocztowe, sygnalizacyjne i wspomagania dowodzenia. Są to środki i urządzenia łączności (aparatownie i stacje oraz wozy dowodzenia i dowódczo-sztabowe), zautomatyzowane systemy dowodzenia, środki biurowe i transportu[18]. Środki dowodzenia to systemy, urządzenia i procedury techniczne. Zasilają one system dowodzenia informacjami, które otrzymują, przenoszą, przetwarzają, gromadzą oraz przedstawiają[11];

- proces dowodzenia – proces informacyjno-decyzyjny realizowany przez dowództwa polegający na cyklicznym zbieraniu i opracowywaniu informacji, a następnie ich przetwarzanie w informacje decyzyjne, które w formie zadania doprowadza się do wykonawców[18].

## Relacje dowodzenia
Relacje dowodzenia to inaczej zakresy uprawnień i odpowiedzialności dowódców wobec podległych im wojsk.
- Dowodzenie pełne (w nazewnictwie angielskim Full Command) – FULLCOM

Władza wojskowa i odpowiedzialność za wydawanie rozkazów podwładnym. Dowodzenie takie obejmuje wszystkie aspekty działań wojskowych i administracyjnych. Występuje jedynie w ramach sił narodowych. Państwa wydzielające siły do operacji NATO zawsze zachowują nad nimi „pełne dowodzenie”.
- Dowodzenie operacyjne (w nazewnictwie angielskim Operational Command) – OPCOM

Władza przyznana dowódcy do przydzielania zadań podwładnym dowódcom, do rozwijania jednostek do działań, do ponownego przydzielania sił oraz do zatrzymania sobie lub przekazania komuś innemu kontroli operacyjnej i/lub taktycznej, jeśli uzna to za niezbędne. Władza ta nie obejmuje odpowiedzialności za administrację czy logistykę. Może być rozciągnięta również na siły przydzielone temu dowódcy.
- Kontrola operacyjna (w nazewnictwie angielskim Operational Control) – OPCON

władza przyznana dowódcy do kierowania przydzielonymi mu siłami tak, aby mógł wykonać określone zadanie, ograniczone zwykle w zakresie funkcji, czasu lub miejsca, do rozmieszczania sił i delegowania uprawnień typu TACON dla podporządkowanych sobie dowódców. Władza ta nie pozwala na określanie zadań dla części podległych sił (nie można postawić zadania dla części sił podwładnego). Nie obejmuje też kontroli nad sferą administracyjną i logistyczną.
- Dowodzenie taktyczne (w nazewnictwie angielskim Tactical Command) – TACOM

Władza przyznana dowódcy do stawiania zadań siłom będącym pod jego dowództwem w celu wykonania zadań postawionych przez wyższe dowództwo.
- Kontrola taktyczna (w nazewnictwie angielskim Tactical Control) – TACON

Władza przyznana dowódcy do szczegółowego, zwykle lokalnego kierowania i kontroli działań, przemieszczeń lub manewrów wojsk. Oto dowódca posiadający uprawnienia TACON wobec określonych sił odpowiada za koordynacje manewru i ochronę oraz wykorzystanie infrastruktury w czasie, gdy siły te realizują zadania otrzymane od swojego przełożonego w obszarze odpowiedzialności dowódcy dysponującego wobec nich uprawnieniami TACON. Relacja typu TACON jest typowa dla uprawnień dowódców wobec jednostek rodzajów wojsk.